# Saint-Christol (Vaucluse)
Saint-Christol é uma comuna francesa na região administrativa da Provença-Alpes-Costa Azul, no departamento de Vaucluse. Estende-se por uma área de 46,08 km². Em 2010 a comuna tinha 1 393 habitantes (densidade: 30,2 hab./km²).